# Синния из Ольстера
Синния (V век) — принцесса из Ольстера. День памяти — 1 февраля.
Святая Синния (Cinnia), принцесса из Ольстера, была обращена ко Господу святым Патриком. Впоследствии он постриг её в монахини.